# Сухий Володимир Гнатович
Володимир Гнатович Сухий (нар. 2 травня 1938 — пом. 2010) — почесний гірник, повний кавалер ордена Трудової Слави.

## Життєпис
Народився 2 травня 1938 року в Дніпродзержинську.
З 1960 по 1988 рік трудився бурильником (а з 1966 року — бригадиром бурильників) на шахті «Нова». У сімнадцять років його було зараховано до складу бюро міськкому КПУ, В. Г. Сухий був делегатом партійних з'їздів, заступником голови Ради ветеранів шахти.
Помер 2010 року.

## Нагороди
- орден Трудової Слави І, ІІ, ІІІ ступенів
- орден «Шахтарська Слава»
- звання «Почесний гірник»
- звання «Почесний громадянин міста Жовті Води»
- лауреат Премії радянських профспілок.